# Hurston (quadrangle)

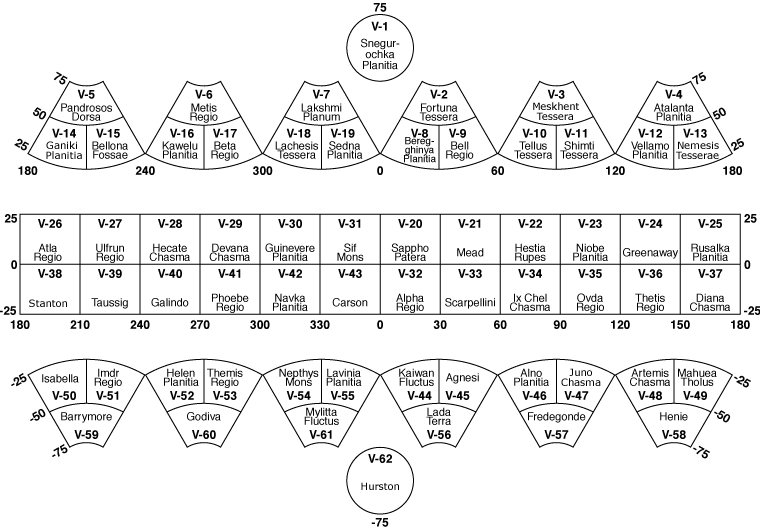
Quadrangles op Venus op schaal 1 : 5.000.000

Hurston (V–62; breedtegraad 75°–90° S, lengtegraad 0°–360° E) is een quadrangle op de planeet Venus. Het is een van de 62 quadrangles op schaal 1 : 5.000.000. Het quadrangle werd genoemd naar de gelijknamige inslagkrater die op zijn beurt is genoemd naar de Afro-Amerikaanse schrijfster en antropologe Zora Neale Hurston (1891-1960).
Het quadrangle beslaat de zuidpool van de planeet maar werd door de ruimtesonde Magellan nog niet helemaal in kaart gebracht.

## Geologische structuren in Hurston
Coronae
- Obilukha Corona
- Romi-Kumi Corona
- Su-Anasy Corona
- Ugatame Corona
- Whatitiri Corona

Dorsa
- Amitolane Dorsa
- Kotsmanyako Dorsa

Fluctus
- Juturna Fluctus
- Naunet Fluctus
- Yagami Fluctus

Inslagkraters
- Bickerdyke
- Duse
- Eila
- Erinna
- Gahano
- Hurston
- Lhagva
- Nilsson
- Teroro
- Uyengimi

Linea
- Sarykyz Linea

Montes
- Atsyrkhus Mons

Paterae
- Shelikhova Patera

Planitiae
- Aibarchin Planitia
- Alma-Merghen Planitia
- Nuptadi Planitia

Tholi
- Norterma Tholus

Valles
- Koidutähet Vallis
- Kumanyefie Vallis
- Laidamlulum Vallis
- Ta'urua Vallis